# 8 de maio
8 de maio é o 128.º dia do ano no calendário gregoriano (129.º em anos bissextos). Faltam 237 dias para acabar o ano.

## Eventos históricos

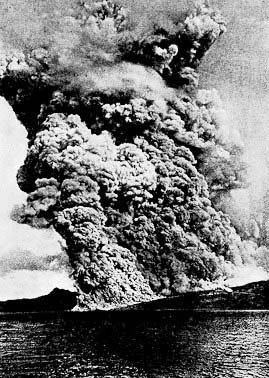
1902: Erupção do Monte Pelée.

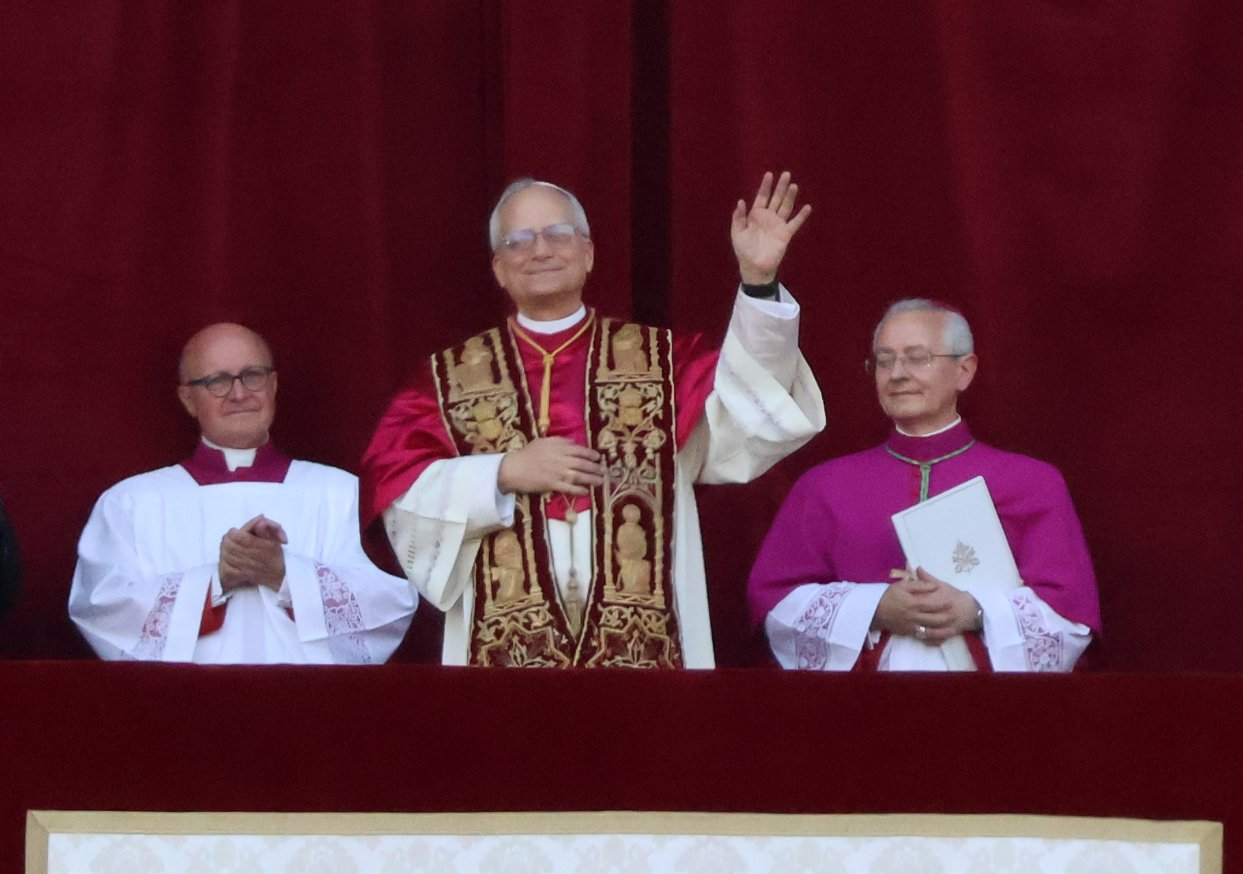
2025: Eleição do Papa Leão XIV.

- 453 a.C. — Período da primavera e outono: A casa de Zhao derrota a casa de Zhi, encerrando a Batalha de Jinyang, um conflito militar entre as famílias de elite do Estado de Jin.[1]
- 0413 — Imperador romano Honório assina um édito concedendo benefícios fiscais para as províncias italianas da Tuscia, Campânia, Piceno, Sâmnio, Apúlia, Lucânia e Calábria, que foram saqueadas pelos visigodos.
- 0589 — Recaredo I convoca o Terceiro Concílio de Toledo, marcando a entrada da Espanha Visigótica na Igreja Católica.
- 1360 — Guerra dos Cem Anos: assinatura do Tratado de Brétigny entre os reis Eduardo III da Inglaterra e João II da França.
- 1429 — Joana d'Arc rompe o cerco a Orleães, mudando o rumo da Guerra dos Cem Anos.
- 1541 — O explorador espanhol Hernando de Soto chega ao rio Mississippi (o principal rio dos atuais Estados Unidos), na época chamado de Río de Espíritu Santo, assim nomeado décadas antes pelo então já falecido cartográfo Alonso Álvarez de Pineda [2].
- 1758 — O Império Marata captura Pexauar do Império Durrani (atual Afeganistão) na Batalha de Pexauar. A Índia Marata estendeu-se à maior distância de Pune que alcançou, mais de 2 000 km, quase até as fronteiras do Afeganistão.
- 1788 — O rei Luís XVI da França tenta impor as reformas de Étienne Charles de Loménie de Brienne abolindo os estados gerais.
- 1794 — Antoine Lavoisier, um dos maiores químicos da história da ciência é guilhotinado durante a Revolução Francesa.
- 1821 — Guerra da Independência Grega: os gregos derrotam os turcos na Batalha do caravançarai de Gravia.
- 1842 — Um trem descarrilha e pega fogo em Paris, matando entre 52 e 200 pessoas.
- 1846 — Guerra Mexicano-Americana: Batalha de Palo Alto: Zachary Taylor derrota uma força mexicana ao norte do rio Grande na primeira grande batalha da guerra.
- 1878 — Fundação de O Fluminense, um jornal diário de notícias brasileiro.
- 1886 — O farmacêutico John Pemberton vende pela primeira vez uma bebida carbonada chamada "Coca-Cola" como medicamento de venda livre.
- 1886 — Os primeiros jogos do sistema de ligas de futebol da Itália (ou coloquialmente "Campeonato Italiano de Futebol" entre os lusófonos) são jogados.
- 1902 — Na Martinica, o Monte Pelée entra em erupção, destruindo a cidade de Saint-Pierre e matando mais de 30 mil pessoas. Poucos moradores sobreviveram à explosão.
- 1912 — Fundação da Paramount Pictures.
- 1927 — Tentando fazer o primeiro voo transatlântico sem escalas de Paris a Nova York, os heróis de guerra franceses Charles Nungesser e François Coli desaparecem após decolar a bordo do biplano The White Bird.
- 1933 — Mahatma Gandhi inicia um jejum de protesto contra a opressão britânica da Índia.
- 1941 — Segunda Guerra Mundial: a Luftwaffe alemã lança um bombardeio em Nottingham, 159 pessoas registradas como mortas com 274 feridas.[3]
- 1942 — Segunda Guerra Mundial: Batalha do Mar de Coral chega ao fim com as aeronaves do porta-aviões da Marinha Imperial Japonesa atacando e afundando o porta-aviões USS Lexington da Marinha dos Estados Unidos.
- 1945
  - Segunda Guerra Mundial: Dia da Vitória, o combate termina na Europa. As forças alemãs concordam em Reims, França, com uma rendição incondicional.
  - Término do Levante de Praga, comemorado hoje como feriado nacional na República Tcheca.
- 1946 — As alunas estonianas Aili Jõgi e Ageeda Paavel explodem o memorial soviético que precedeu o Soldado de Bronze de Tallinn.[4]
- 1950 — O Homem de Tollund foi descoberto em uma turfeira perto de Silkeborg, Dinamarca.[5]
- 1957 — O presidente sul-vietnamita Ngo Dinh Diem inicia uma visita de Estado aos Estados Unidos, principal patrocinador de seu regime.[6]
- 1963 — Soldados sul-vietnamitas sob o comando do presidente católico romano Ngo Dinh Diem abrem fogo contra budistas desafiando a proibição de hastear a bandeira budista em Vesak, matando nove e provocando a crise budista.
- 1970 — Os Beatles lançam seu 12º e último álbum de estúdio, Let It Be.
- 1972 — Guerra do Vietnã: o presidente dos Estados Unidos, Richard Nixon, anuncia sua ordem de colocar minas navais nos principais portos do Vietnã do Norte para conter o fluxo de armas e outros bens para aquela nação.[7]
- 1977 — Primeiro dia da "Semana pró-amnistia" dos presos políticos bascos e navarros (Espanha), que resultaria em diversos confrontos com a polícia, em 7 mortos e vários feridos.
- 1978 — A primeira ascensão do Monte Everest sem oxigênio suplementar, por Reinhold Messner e Peter Habeler.
- 1980 — A Organização Mundial da Saúde confirma a erradicação da varíola.[8]
- 1984
  - A União Soviética anuncia um boicote aos Jogos Olímpicos de Verão em Los Angeles, posteriormente acompanhados por 14 outros países.[9]
  - A Barreira do Tâmisa é oficialmente aberta, evitando que a planície de inundação da maior parte da Grande Londres seja inundada, exceto em circunstâncias extremas.[10]
- 1997 — Voo China Southern Airlines 3456 cai ao se aproximar do Aeroporto Internacional de Shenzhen Bao'an, matando 35 pessoas.
- 2021
  - Um carro-bomba explode em frente a uma escola em Cabul, capital do Afeganistão matando pelo menos 55 pessoas e ferindo mais de 150.[11]
  - Ocorreu a queda de destroços do foguete chinês Longa Marcha 5B no Oceano Índico, a oeste do arquipélago das Maldivas.[12]
- 2025 — No Vaticano, o conclave elege o Papa Leão XIV como o 267º Papa da Igreja Católica.

## Nascimentos

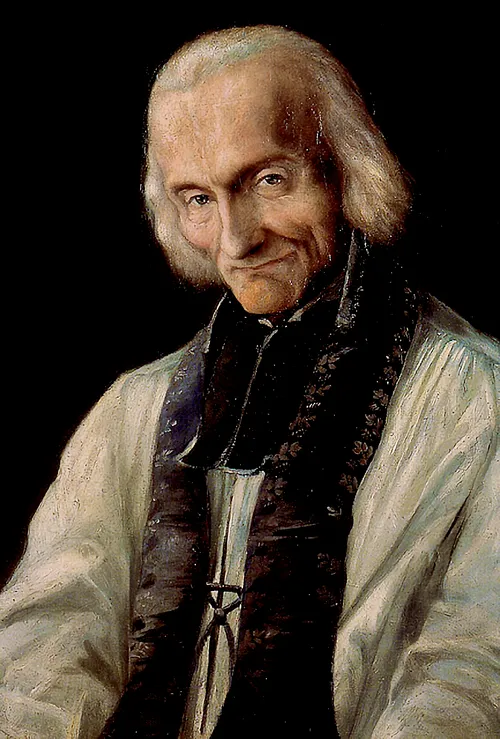
João Maria Vianney

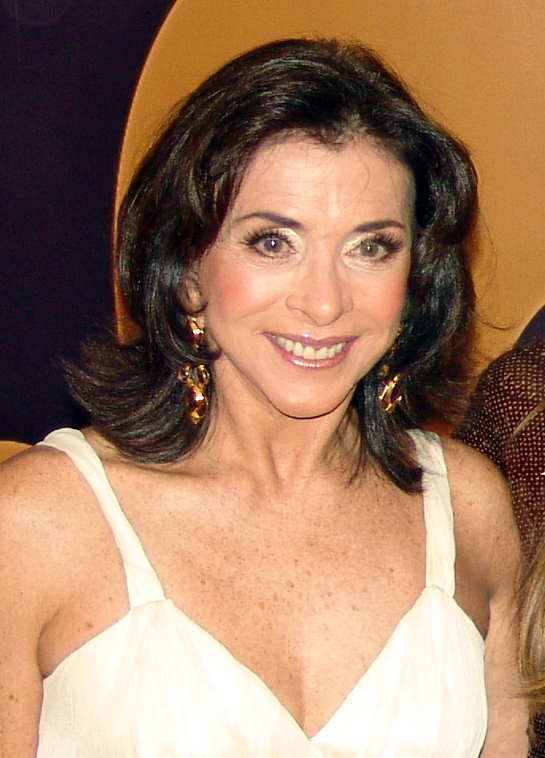
Betty Faria

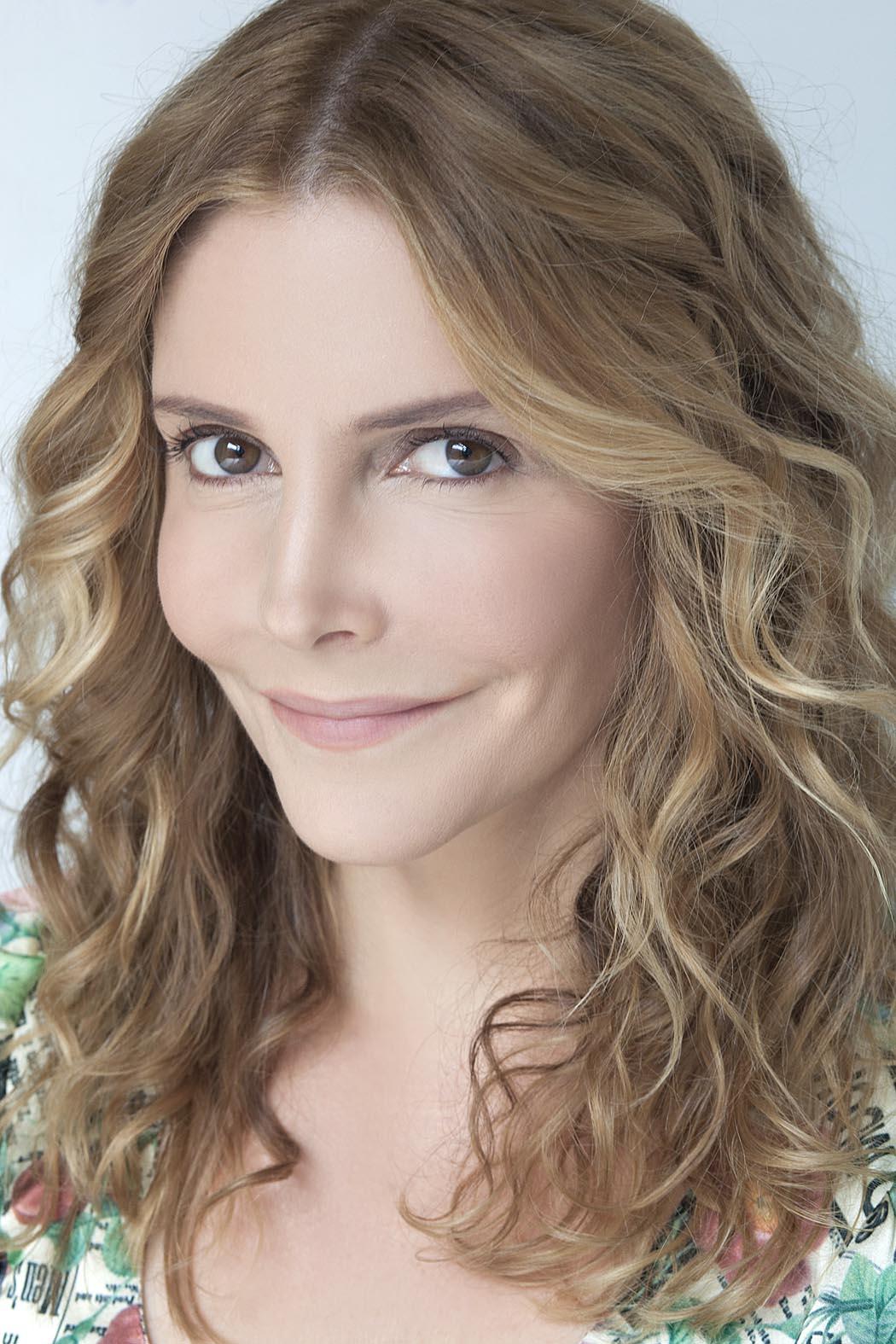
Maria Padilha

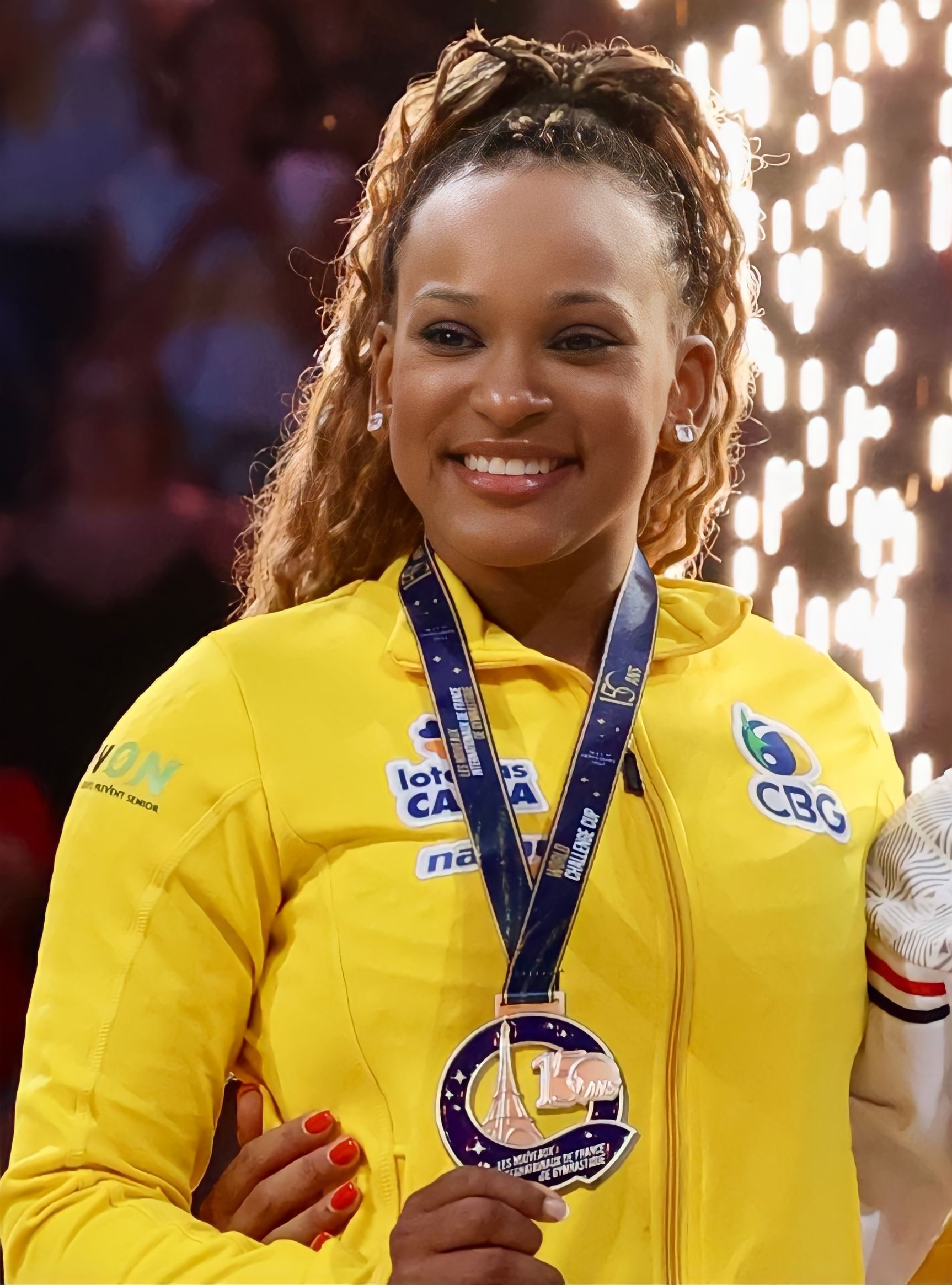
Rebeca Andrade

### Anterior ao século XIX
- 1326 — Joana I de Auvérnia, rainha da França (m. 1360).
- 1492 — Andrea Alciato, jurista e escritor italiano (m. 1550).
- 1521 — Pedro Canísio, santo jesuíta holandês (m. 1597).
- 1587 — Vítor Amadeu I, Duque de Saboia (m. 1637).
- 1628 — Angelo Italia, jesuíta e arquiteto siciliano (m. 1700).
- 1629 — Niels Juel, almirante norueguês (m. 1697).
- 1639 — Giovanni Battista Gaulli, artista italiano (m. 1709).
- 1653 — Claude Louis Hector de Villars, general e político francês (m. 1734).
- 1668 — Alain-René Lesage, escritor francês (m. 1747).
- 1670 — Charles Beauclerk, 1.° Duque de St Albans, militar e político inglês (m. 1726).
- 1698 — Henry Baker, naturalista inglês (m. 1774).
- 1705 — António José da Silva, escritor e teatrólogo português (m. 1739).
- 1737 — Edward Gibbon, historiador e político inglês (m. 1794).
- 1753 — Miguel Hidalgo, independentista mexicano (m. 1811).
- 1781 — Pedro de Sousa Holstein, 1.º Duque de Palmela, político português (m. 1850).
- 1786 — João Maria Vianney, presbítero católico e santo francês (m. 1859).
- 1800 — Armand Carrel, jornalista, historiador e ensaísta francês (m. 1836).

### Século XIX
- 1824 — Carlos de Morais Camisão, coronel brasileiro (m. 1867).
- 1826 — Miguel Ângelo Lupi, pintor português (m. 1883).
- 1828
  - Henri Dunant, filantropo suíço (m. 1910).
  - Charbel Makhlouf, monge e santo católico libanês (m. 1898).
- 1829 — Louis Moreau Gottschalk, pianista e compositor estadunidense (m 1869).
- 1837 — Alberto da Prússia, militar alemão (m. 1906).
- 1842 — Emil Christian Hansen, micologista dinamarquês (m. 1909).
- 1850 — Almeida Júnior, pintor brasileiro (m. 1899).
- 1851 — José Gomes Pinheiro Machado, político brasileiro (m. 1915).
- 1873 — Nevil Sidgwick, químico britânico (m. 1952).
- 1878 — Maria de Mecklemburgo-Strelitz (m. 1948).
- 1884 — Harry S. Truman, político estadunidense (m. 1972).
- 1885 — Charles Dullin, ator francês (m. 1949).
- 1889 — Arthur Cumming, patinador artístico britânico (m. 1914).
- 1893 — Francis Ouimet, golfista estadunidense (m. 1967).
- 1896 — Stanisława Leszczyńska, parteira polonesa (m. 1974).
- 1898
  - Galileo Emendabili, escultor ítalo-brasileiro (m. 1974).
  - Aloísio Stepinac, cardeal croata (m. 1960).
- 1899 — Friedrich Hayek, economista austríaco (m. 1992).

### Século XX

#### 1901–1950
- 1901 — Otto Kaiser, patinador artístico austríaco (m. 1977).
- 1902 — André Michel Lwoff, microbiologista estadunidense (m. 1994).
- 1903 — Fernandel, ator francês (m. 1971).
- 1906 — Roberto Rossellini, diretor italiano (m. 1977).
- 1909 — Leonardo Bernadotte, cineasta, fotógrafo e paisagista sueco (m. 2004).
- 1910 — Mary Lou Williams, pianista, compositora e arranjadora norte-americana (m. 1981).
- 1911 — Robert Johnson, cantor e guitarrista de blues estadunidense (m. 1938).
- 1912 — Harvey Charters, canoísta canadense (m. 1995).
- 1914 — Romain Gary, escritor russo (m. 1980).
- 1916 — João Havelange, dirigente esportivo brasileiro (m. 2016).
- 1919 — Lex Barker, ator estadunidense (m. 1973).
- 1920 — Saul Bass, designer gráfico e cineasta estadunidense (m. 1996).
- 1921 — Antonio Tavolari, advogado e político chileno (m. 1980).
- 1922 — Stephen Kim Sou-hwan, cardeal sul-coreano (m. 2009).
- 1924 — Billy Blanco, arquiteto, músico, compositor e escritor brasileiro (m. 2011).
- 1925
  - Ali Hassan Mwinyi, político tanzaniano. (m. 2024)
  - André-Paul Duchâteau, argumentista, escritor e jornalista belga (m. 2020).
- 1926
  - David Attenborough, naturalista, apresentador de televisão e produtor britânico.
  - Pierre Broué, historiador francês (m. 2005).
- 1928 — Manfred Gerlach, político e professor alemão (m. 2011).
- 1929 — Miyoshi Umeki, atriz e cantora nipo-americana (m. 2007).
- 1931
  - Adelaide Chiozzo, atriz, cantora e acordeonista brasileira (m. 2020).
  - Werner Beierwaltes, historiador alemão (m. 2019).
- 1932 — Sonny Liston, boxeador estadunidense (m. 1970).
- 1935
  - Jack Charlton, futebolista e treinador de futebol britânico (m. 2020).
  - Isabel da Dinamarca (m. 2018).
- 1936 — Héctor Núñez, futebolista e treinador de futebol uruguaio (m. 2011).
- 1937 — Thomas Pynchon, escritor estadunidense.
- 1938 — Jean Giraud, desenhista francês (m. 2012).
- 1939
  - Paul Drayton, atleta estadunidense (m. 2010).
  - János Göröcs, futebolista húngaro (m. 2020).
- 1940
  - Ricky Nelson, cantor estadunidense (m. 1985).
  - Toni Tennille, cantora, compositora e tecladista norte-americana.
- 1941
  - Betty Faria, atriz brasileira.
  - Terry Winter, cantor e compositor brasileiro (m. 1998).
  - Aderbal Freire Filho, ator e diretor brasileiro (m. 2023).
- 1942 — Prini Lorez, cantor e compositor brasileiro (m. 2020).
- 1943 — Paul Samwell-Smith, baixista e produtor musical britânico.
- 1944
  - Gary Glitter, cantor e compositor britânico.
  - Anton Flešár, futebolista eslovaco (m. 2024).
- 1945 — Keith Jarrett, músico de jazz estadunidense.
- 1946 — Kamunda Tshinabu, ex-futebolista congolês.
- 1947 — Robert Horvitz, biólogo estadunidense.
- 1948 — Norbert Nigbur, ex-futebolista alemão.
- 1949 — Mohammed Bin Hammam, executivo e dirigente esportivo catariano.

#### 1951–2000
- 1951 — Humberto Brenes, jogador de pôquer costarriquenho.
- 1953 — Alex Van Halen, músico neerlandês-americano.
- 1954
  - David Keith, ator estadunidense.
  - Stephen Furst, ator e diretor norte-americano (m. 2017).
- 1955
  - Ásgeir Sigurvinsson, ex-futebolista islandês.
  - Meles Zenawi, político etíope (m. 2012).
  - Raoul Trujillo, ator, dançarino, coreógrafo e diretor de teatro norte-americano.
- 1956
  - Sylvestre Ntibantunganya, político burundinês.
  - Dumitru Moraru, ex-futebolista romeno.
  - Victor Pițurcă, ex-futebolista e treinador de futebol romeno.
- 1957
  - Sérgio Vidigal, médico e político brasileiro.
  - Bernd Krauss, ex-futebolista e treinador de futebol austríaco.
  - Jeff Wincott, ator e artista marcial canadense.
- 1958 — André Egli, ex-futebolista e treinador de futebol suíço.
- 1959 — Igor Sláma, ex-ciclista tcheco.
- 1960
  - Maria Padilha, atriz brasileira.
  - Franco Baresi, ex-futebolista italiano.
- 1961
  - Andrea Pollack, nadadora alemã. (m. 2019)
  - Janet McTeer, atriz britânica.
  - Cristianne Fridman, autora de telenovelas e jornalista brasileira.
  - Cláudia Monteiro, ex-tenista brasileira.
  - Bill de Blasio, político estadunidense.
- 1962
  - Danny Faure, político seichelense.
  - Adalberto Costa Júnior, político angolano.
- 1963
  - Izabela Kloc, política polonesa.
  - Pedro Augusto, radialista e político brasileiro.
- 1964
  - Melissa Gilbert, atriz estadunidense.
  - Bobby Labonte, automobilista estadunidense.
  - Päivi Alafrantti, ex-atleta de lançamento de dardo finlandesa.
- 1966 — Cláudio Taffarel, ex-futebolista brasileiro.
- 1968
  - David Rodrigo, treinador de futebol espanhol.
  - Mickaël Madar, ex-futebolista francês.
- 1970
  - Luis Enrique, ex-futebolista e treinador de futebol espanhol.
  - Naomi Klein, jornalista, escritora e ativista canadense.
- 1971 — Shaolin, humorista brasileiro (m. 2016).
- 1972
  - Daniel Martins, ex-futebolista brasileiro.
  - Darren Hayes, cantor, compositor e produtor musical australiano.
- 1973 — Jesús Arellano, ex-futebolista mexicano.
- 1974
  - Guilherme Alves, ex-futebolista e treinador de futebol brasileiro.
  - Gerson Gusmão, treinador de futebol brasileiro.
  - Agallah, rapper e produtor musical estadunidense.
- 1975
  - Enrique Iglesias, cantor espanhol.
  - Gastón Mazzacane, automobilista argentino.
  - Renata Banhara, modelo brasileira.
- 1976
  - Francisco Chacón, árbitro de futebol mexicano.
  - Edward Weah Dixon, ex-futebolista liberiano.
- 1977
  - Theodoros Papaloukas, ex-jogador de basquete grego.
  - Giuseppe Biava, ex-futebolista italiano.
  - Jim Brennan, ex-futebolista e treinador de futebol canadense.
- 1978
  - Lúcio, ex-futebolista brasileiro.
  - Josie Maran, modelo e atriz estadunidense.
  - Danilo Turcios, ex-futebolista hondurenho.
- 1980
  - Michelle McManus, cantora britânica.
  - Mariana Aydar, cantora brasileira.
- 1981
  - Stephen Amell, ator canadense.
  - Andrea Barzagli, ex-futebolista italiano.
  - Hugo Sánchez Guerrero, ex-futebolista mexicano.
  - Manvel Gamburyan, lutador armênio-americano.
  - Marek Rutkiewicz, ex-ciclista polonês.
- 1982
  - Aarón Galindo, ex-futebolista mexicano.
  - Habib Bamogo, ex-futebolista burquinês.
  - Christina Cole, atriz britânica.
- 1983
  - Matt Willis, músico britânico.
  - Vicky McClure, atriz britânica.
  - Roberto Vitiello, ex-futebolista italiano.
  - Elyes Gabel, ator britânico.
- 1984 — Ariane Labed, atriz grega.
- 1986
  - Isabel Silva, apresentadora de televisão portuguesa.
  - Kévin das Neves, ex-futebolista francês.
- 1987
  - Mark Noble, ex-futebolista britânico.
  - Diego Macedo, futebolista brasileiro.
  - Andréia Sadi, jornalista brasileira.
  - Aneurin Barnard, ator britânico.
- 1988
  - Maicon Oliveira, futebolista brasileiro (m. 2014).
  - Taciane Ribeiro, modelo brasileira.
- 1989
  - Benoît Paire, tenista francês.
  - Nora Arnezeder, atriz e cantora francesa.
  - Natalia Kuziutina, judoca russa.
  - Nyle DiMarco, ator, modelo e ativista norte-americano.
- 1990
  - Anastasia Zuyeva, nadadora russa.
  - Bianca Müller, atriz brasileira.
  - Iyo Sky, lutadora japonesa.
- 1991
  - Anamaria Tămârjan, ginasta romena.
  - Deyverson, futebolista brasileiro.
  - Kalkidan Gezahegne, meio-fundista etíope-bareinita.
- 1992
  - Olivia Culpo, modelo estadunidense.
  - Ana Mulvoy Ten, atriz britânica.
- 1993
  - Kayla Williams, ginasta norte-americana.
  - Nicolaj Thomsen, futebolista dinamarquês.
- 1994 — Urias, cantora, compositora e modelo brasileira.
- 1996
  - 6ix9ine, rapper e compositor norte-americano.
  - GGeasy, streamer, youtuber e jogador profissional brasileiro
- 1997 — Alex Gersbach, futebolista australiano.
- 1998 — Johannes Eggestein, futebolista alemão.
- 1999
  - Rebeca Andrade, ginasta brasileira.
  - Džanan Musa, jogador de basquete bósnio.
- 2000 — Sandro Tonali, futebolista italiano.

### Século XXI
- 2001
  - Jordyn Huitema, futebolista canadense.
  - Quinn Simmons, ciclista norte-americano.
- 2003 — Hassan, Príncipe Herdeiro de Marrocos.
- 2005
  - Letícia Braga, atriz e escritora brasileira.
  - Oliver Bearman, automobilista britânico.

## Mortes

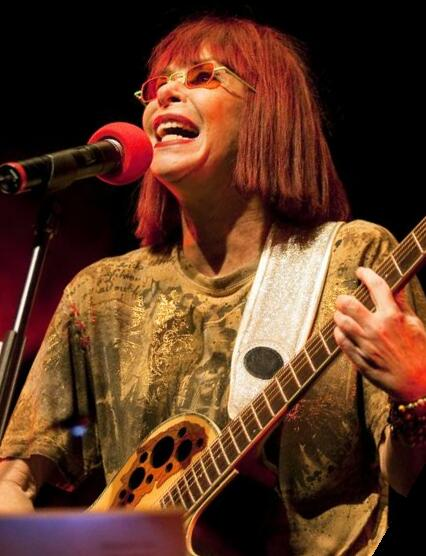
Rita Lee

### Anterior ao século XIX
- 0535 — Papa João II (n. 470).
- 0615 — Papa Bonifácio IV (n. 560).
- 1220 — Riquilda de Dinamarca, rainha da Suécia (n. 1178).
- 1703 — Vincent Alsop, bispo inglês (n. 1630).
- 1782 — Marquês de Pombal, político português (n. 1699).
- 1794 — Antoine Lavoisier, químico francês (n. 1743).

### Século XIX
- 1870 — Abel-François Villemain, político e escritor francês (n. 1790).
- 1873
  - John Stuart Mill, filósofo e economista britânico (n. 1806).
  - Oakes Ames, industrial e político norte-americano (n. 1804).
- 1880 — Gustave Flaubert, escritor francês (n. 1821).
- 1891 — Helena Blavatsky, escritora russa (n. 1831).

### Século XX
- 1903 — Paul Gauguin, pintor francês (n. 1848).
- 1914 — Arthur Cumming, patinador artístico britânico (n. 1889).
- 1927 — Teresa Demjanovich, religiosa estadunidense (n. 1901).
- 1947 — Attilio Ferraris, futebolista italiano (n. 1904).
- 1950 — Vital Brazil, médico e cientista brasileiro (n. 1865).
- 1964 — Kichisaburō Nomura, militar e político japonês (n. 1877).
- 1980 — Osmar de Aquino Araújo, político e jurista brasileiro (n. 1916).
- 1982 — Gilles Villeneuve, automobilista canadense (n. 1952).
- 1983 — John Fante, escritor estadunidense (n. 1909).
- 1984 — Gino Bianco, automobilista brasileiro (n. 1916).
- 1988 — Robert A. Heinlein, escritor estadunidense (n. 1907).
- 1994 — George Peppard, ator estadunidense (n. 1928).
- 1998 — Poty Lazzarotto, desenhista e muralista brasileiro (n. 1924).
- 1999
  - Dana Plato, atriz norte-americana (n. 1964).
  - Dirk Bogarde, ator britânico (n. 1921).
- 2000 — Hubert Maga, político beninês (n. 1916).

### Século XXI
- 2003 — Elvira Pagã, cantora, atriz e compositora brasileira (n. 1920).
- 2004 — António de Sommer Champalimaud, empresário português (n. 1918).
- 2008
  - Maria Alves, atriz brasileira (n. 1947).
  - François Sterchele, futebolista belga (n. 1982).
- 2009
  - Dom DiMaggio, jogador de basquete estadunidense (n. 1917).
  - Carlos José Boaventura Kloppenburg, bispo católico brasileiro (n. 1919).
  - Fons Brijdenbach, atleta belga (n. 1954).
- 2014 — Jair Rodrigues, cantor e compositor brasileiro (n. 1939).
- 2016 — Nick Lashaway, ator estadunidense (n. 1988)
- 2017 — Curt Lowens, ator alemão-estadunidense (n. 1925).
- 2023 — Rita Lee, cantora brasileira (n. 1947)

## Feriados e eventos cíclicos
- Dia Mundial da Cruz Vermelha
- Dia da Vitória na Europa
- Dia Mundial da Talassemia

### Brasil
- Dia Nacional do Turismo
- Dia do Artista Plástico
- Dia do Profissional de Marketing
- Aniversário do município de Saquarema, Rio de Janeiro
- Aniversário do município de Itapecerica da Serra, São Paulo
- Aniversário do município de Duas Barras, Rio de Janeiro
- Aniversário do município de Maragogipe, Bahia
- Aniversário do município de Passagem Franca, Maranhão
- Aniversário do município de Terenos, Mato Grosso do Sul

### Portugal
- Feriado Municipal de Murça

### Cristianismo
- Apolo
- Arsênio, o Grande
- Acácio de Bizâncio
- Ida de Nivelles
- Nossa Senhora de Cuapa
- Nossa Senhora de Luján
- Papa Bento II
- Papa Bonifácio IV
- Teresa Demjanovich
- Vítor da Mauritânia

## Outros calendários
- No calendário romano era o 8.º dia (VIII) antes dos idos de maio.
- No calendário litúrgico tem a letra dominical B para o dia da semana.
- No calendário gregoriano a epacta do dia é xxi.